# Jan Słyk
Jan Przemysław Słyk (ur. 20 marca 1969 w Warszawie) – polski architekt, profesor nauk inżynieryjno–technicznych o specjalności projektowanie architektoniczne, technologie informacyjne w architekturze. Profesor zwyczajny Politechniki Warszawskiej (PW), dziekan Wydziału Architektury tej uczelni w kadencji 2016–2020 i prorektor PW ds. Studiów w kadencji 2020–2024.

## Życiorys
Absolwent a od 1992 nauczyciel akademicki na Wydziale Architektury Politechniki Warszawskiej (WA PW). W 2001 na WA PW otrzymał stopień naukowy doktora nauk technicznych w dyscyplinie architektura i urbanistyka na podstawie rozprawy pt. Znaczenie zespołów urbanistycznych dużej skali dla kompozycji, funkcjonowania i rozwoju śródmieścia Warszawy w latach 1700–1999, napisanej pod kierunkiem dr hab. inż. Jolanty Putkowskiej. W 2013, także na tym wydziale, uzyskał stopień doktora habilitowanego. 6 lutego 2020 otrzymał tytuł profesora nauk inżynieryjno–technicznych. 
Prodziekan ds. Studiów WA PW w kadencji 2012–2016 oraz jego dziekan w kadencji 2016–2020. Prorektor PW ds. Studiów w kadencji 2020–2024. Członek Komitetu Architektury i Urbanistyki Polskiej Akademii Nauk w kadencji 2020–2023.
W 2022 otrzymał Brązowy Krzyż Zasługi.

## Wybrane publikacje
- Słyk J., Modele architektoniczne, Oficyna Wydawnicza Politechniki Warszawskiej, Warszawa 2018, ISBN 978-83-7814-785-5.
- Słyk J., Bezerra L., Education for research, research for creativity, Wydział Architektury Politechniki Warszawskiej, Warszawa 2016, ISBN 978-83-941642-2-5.
- Słyk J., Źródła architektury informacyjnej, Oficyna Wydawnicza Politechniki Warszawskiej, Warszawa 2012.